# Karokia blanci
Karokia blanci är en insektsart som först beskrevs av Rehn, J.A.G. 1964.  Karokia blanci ingår i släktet Karokia och familjen gräshoppor. Inga underarter finns listade i Catalogue of Life.